# Teatrul Maghiar de Stat „Csiky Gergely” din Timișoara
Teatrul Maghiar de Stat „Csiky Gergely” este o instituție publică culturală cu activitatea teatrală de limbă maghiară din Timișoara, de sine stătătoare din anul 1957. Predecesoarea sa a fost secția maghiară a Teatrului de Stat din Timișoara, înființată ca și teatru profesionist în anul 1953. Numele teatrului a fost dat după dramaturgul maghiar Gergely Csiky.